# Kawanphila pachomai
Kawanphila pachomai é uma espécie de insecto da família Tettigoniidae.
É endémica da Austrália.